# Морлон
Морлон (фр. Morlon) — громада  в Швейцарії в кантоні Фрібур, округ Грюєр.

## Географія
Громада розташована на відстані близько 50 км на південний захід від Берна, 20 км на південь від Фрібура.
Морлон має площу 2,6 км², з яких на 9,6% дозволяється будівництво (житлове та будівництво доріг), 67,8% використовуються в сільськогосподарських цілях, 18% зайнято лісами, 4,6% не є продуктивними (річки, льодовики або гори).

## Демографія
2019 року в громаді мешкало 638 осіб (+8,1% порівняно з 2010 роком), іноземців було 10,7%. Густота населення становила 243 осіб/км².
За віковим діапазоном населення розподілялося таким чином: 22,7% — особи молодші 20 років, 60,5% — особи у віці 20—64 років, 16,8% — особи у віці 65 років та старші. Було 260 помешкань (у середньому 2,4 особи в помешканні).
Із загальної кількості 122 працюючих 20 було зайнятих в первинному секторі, 10 — в обробній промисловості, 92 — в галузі послуг.